# 고흥군수
고흥군수는 전라남도 고흥군의 군수이다.

## 민선(1995~)
| 대수 | 성명   | 취임일         | 이임일          | 비고      |
| ---- | ------ | -------------- | --------------- | --------- |
| 1    | 류상철 | 1995년 7월 1일 | 1998년 6월 30일 | 초대 군수 |
| 2    | 류상철 | 1998년 7월 1일 | 2002년 6월 30일 | 재선      |
| 3    | 진종근 | 2002년 7월 1일 | 2006년 6월 30일 |           |
| 4    | 박병종 | 2006년 7월 1일 | 2010년 6월 30일 |           |
| 5    | 박병종 | 2010년 7월 1일 | 2014년 6월 30일 | 재선      |
| 6    | 박병종 | 2014년 7월 1일 | 2018년 6월 30일 | 3선       |
| 7    | 송귀근 | 2018년 7월 1일 | 2022년 6월 30일 |           |
| 8    | 공영민 | 2022년 7월 1일 |                 | [ 1 ]     |

## 같이 보기
- 고흥군수 선거